# Chevalierella
Chevalierella  A.Camus é um género botânico pertencente à família Poaceae, subfamília Centothecoideae, tribo Centotheceae.
Suas espécies ocorrem na África.

## Espécies
- Chevalierella congoensis A. Camus
- Chevalierella dewildemannii (Vanderyst) Van der Veken ex Compère